# Câmara Municipal de Matosinhos
A Câmara Municipal de Matosinhos é o órgão executivo colegial representativo do município de Matosinhos, tendo por missão definir e executar políticas que promovam o desenvolvimento do concelho.

## Descrição
A Câmara Municipal de Matosinhos é composta por 11 vereadores, representando diferentes forças políticas. Assume o cargo de Presidente da Câmara Municipal o primeiro candidato da lista mais votada em eleição autárquica ou, no caso de vacatura do cargo, o que se lhe seguir na respetiva lista.[carece de fontes?]

## História
As origens do concelho de Matosinhos remontam à Alta Idade Média, com a fundação do Julgado de Bouças, uma divisão administrativa sedeada no Mosteiro de Bouças, que tinha sido construído no séxulo X. Em 30 de Setembro de 1514 D. Manuel passou a carta de foral a Matosinhos, concedendo-lhe a autonomia administrativa, e promovendo o desenvolvimento do concelho como um importante centro agropecuário, que abastecia a cidade do Porto. Nesta época, o conjunto de freguesias incluía as de Ramalde, Foz e Aldoar. O território conheceu uma profunda reorganização administrativa em 1833, tendo sido instituído o concelho de Bouças, cuja sede estava situada na povoação da Senhora da Hora, que foi elevada à categoria de vila e ganhou o nome de Bouças. Em 1853 foi criada a vila de Matosinhos, integrando as freguesias de Matosinhos e Leça da Palmeira, passando a ser esta a sede do concelho, que manteve ainda o nome de Bouças. Como parte deste processo, o concelho ganhou várias freguesias, Lavra, Perafita, Leça do Balio, Custóias e São Mamede de Infesta. Porém, em 1895 perdeu as freguesias de freguesias de Aldoar, Ramalde e Nevogilde para o concelho do Porto, na sequência da abertura da Estrada da Circunvalação.
Em 1909 a autarquia pediu que o nome do concelho fosse mudado para Matosinhos, uma vez que consideravam que a povoação de Bouças era de reduzida importância, tendo a alteração sido feita ainda nesse ano, por um decreto de 6 de Maio. Em 28 de Maio de 1984, Matosinhos foi promovida a cidade, devido ao seu grande desenvolvimento industrial, urbano e em termos de infraestruturas de transportes, principalmente o Porto de Leixões. Em 1990, a autarquia de Matosinhos, em conjunto com as de Vila Nova de Gaia e do Porto, anunciaram a sua intenção de avançar com os planos para a instalação do Metro do Porto.
Em 2013, a autarquia recebeu o o Prémio Agostinho Roseta, na categoria de Boas Práticas, pela sua iniciativa Equipa de Prevenção e Reintegração Profissional. Este prémio foi organizado pelo Ministério do Trabalho e da Solidariedade, no sentido de homenagear os indivíduos e entidades que se distinguiram pelos seus esforços no desenvolvimento, promoção e implementação de boas práticas para melhorar as condições de trabalho. Em Novembro de 2018, a autarquia de Matosinhos foi galardoada com o Prémio Europeu de Promoção Empresarial, pelo programa Living Lab Carbono-Zero, um empreendimento que foi descrito pela presidente da Câmara de Matosinhos, Luísa Salgueiro, como «um espaço delimitado na cidade onde se pretende experimentar e testar soluções tecnológicas inovadoras em contexto real e com forte envolvimento dos utilizadores», tendo acrescentado que todas aquelas soluções tinha como finalidade promover «a descarbonização da economia permitindo assim formas mais confortáveis de circulação e comprometidas com o futuro mais sustentável de acordo com os compromissos, quer das Nações Unidas quer do Programa 2030». No ano seguinte, a Casa em Movimento, situada em Matosinhos, recebeu o Prémio de Inovação, organizado pela Câmara de Comércio e Indústria Franco-Portuguesa. Este imóvel foi construído com o apoio da Câmara Municipal de Matosinhos, e foi desenhado por Manuel Vieira Lopes, aplicando um conceito pioneiro do ponto de vista arquitectónico, com uma forte aposta na sustentabilidade, contando com coberturas fotovoltaicas e um sistema de rotação, no sentido de melhor captar a energia do Sol.

### Vereação 2021–2025
A atual vereação Matosinhense tomou posse em 16 de outubro de 2021, com base nos resultados das eleições autárquicas de 26 de setembro desse ano. Segue-se a lista de cidadãos eleitos para a Câmara Municipal de Matosinhos e os respetivos pelouros.
| Presidente da Câmara Municipal           | Presidente da Câmara Municipal | Presidente da Câmara Municipal | Presidente da Câmara Municipal | Presidente da Câmara Municipal | Presidente da Câmara Municipal   |
| Nome                                     | Retrato                        | Pelouro(s) | Partido                        | Partido                        | Período                          |
| ---------------------------------------- | ------------------------------ | --- | ------------------------------ | ------------------------------ | -------------------------------- |
| Luísa Maria Neves Salgueiro              |                                | - Planeamento Estratégico - Gestão do Território - Urbanismo - Loja do Munícipe |                                | PS                             | 16 de outubro de 2021 – presente |
| Vereadores                               |                                | |                                |                                |                                  |
| Carlos Manuel Amorim da Mouta            |                                | - Vice-Presidente da Câmara Municipal - Intervenção Social e Saúde - Participação Cívica e Juventude - Transição Digital e Modernização Administrativa - Sistemas de Gestão de Qualidade - Valorização das Freguesias - Mobilidade e Transportes |                                | PS                             | 16 de outubro de 2021 – presente |
| Maria Manuela de Carvalho Álvares        |                                | - Ambiente e Transição Energética - Espaço Público - Habitação - Obras Municipais |                                | PS                             | 16 de outubro de 2021 – presente |
| Fernando Manuel da Silva Alves da Rocha  |                                | - Cultura - Património Municipal - Polícia e Fiscalização Municipal - Relações Públicas |                                | PS                             | 16 de outubro de 2021 – presente |
| António Fernando Gonçalves Correia Pinto |                                | - Educação e Aprendizagem ao Longo da Vida - Recursos Humanos - Causa Animal |                                | PS                             | 16 de outubro de 2021 – presente |
| Marta Moura Laranja Pontes               |                                | - Promoção e Apoio a Atividades nas Áreas do Desenvolvimento Económico - Dinamização do Turismo - Defesa do Consumidor (CIAC) - Proteção Civil                                                                                                   |                                | PS                             | 16 de outubro de 2021 – presente |
| Vasco Jorge Oliveira de Pinho            |                                | - Desporto e Associativismo Desportivo - Gestão Financeira e Auditoria - Contraordenações |                                | PS                             | 16 de outubro de 2021 – presente |
| Bruno Filipe Monteiro Pereira            |                                | — |                                | PPD/PSD.CDS-PP                 | 16 de outubro de 2021 – presente |
| Maria Filomena Gondar Martins            |                                | — |                                | PPD/PSD.CDS-PP                 | 16 de outubro de 2021 – presente |
| António Manuel Gomes Santos Parada       |                                | — |                                | Independente                   | 16 de outubro de 2021 – presente |
| José Pedro da Silva Rodrigues            |                                | — |                                | PCP-PEV                        | 16 de outubro de 2021 – presente |